# GOGH
『GOGH』（ゴッホ）は、樋口了一の3枚目のオリジナルアルバム。1996年3月6日に東芝EMIより発売された。

## 概要
前作『Easy Listening』から1年8か月ぶりに発売された。
東芝EMIから発売されたアルバムとしては最後の作品となった。
現在は廃盤であり、入手は非常に困難である。

## 収録曲
1. GOGH
作詞・作曲：樋口了一、編曲：森俊之
  - ベストアルバム「ベストコレクション 〜あの頃の僕がいるなら〜」にも収録されている本作の表題曲。ベストアルバムに収録されているものは、アウトロがフェードアウトで終わっている。
2. エレンディラ
作詞・作曲：樋口了一、編曲：森俊之
  - ベストアルバム「ベストコレクション 〜あの頃の僕がいるなら〜」にも収録された。
3. 憧れのレイナ
作詞・作曲・編曲：樋口了一
  - 4枚目のシングル。
  - メナード フェアルーセント CMソング
4. 幻画の街
作詞・作曲：樋口了一、編曲：森俊之
  - ベストアルバム「ベストコレクション 〜あの頃の僕がいるなら〜」に収録された。
5. 坂道
作詞：松井五郎、作曲・編曲：樋口了一
6. Memories
作詞・作曲・編曲：樋口了一
  - 5枚目のシングル。
7. 君のいないSTATION
作詞・作曲：樋口了一、編曲：森俊之
8. PRIDE OF LOVE
作詞・作曲・編曲：樋口了一
  - 2枚目のシングル「TAKE A CHANCE」と5枚目のシングル「Memories」のカップリング曲。
9. So Long
作詞・作曲・編曲：樋口了一
  - ベストアルバム「ゴールデン☆ベスト」にも収録された。
10. Holy Nightは夢の中
作詞・作曲・編曲：樋口了一